# Memecylon pauciflorum
Memecylon pauciflorum är en tvåhjärtbladig växtart som beskrevs av Carl Ludwig von Blume. Memecylon pauciflorum ingår i släktet Memecylon och familjen Melastomataceae. Utöver nominatformen finns också underarten M. p. brevifolium.